# Jänschwalde
Jänschwalde (tiếng Sorbia: Janšojce) là một đô thị thuộc huyện Spree-Neiße bang Brandenburg thuộc Đức. Đô thị này tọa lạc ở vùng Niederlausitz. Thị xã gần nhất là Peitz; Cottbus cách 25 km.
Đô thị Jänschwalde-Janšojce có 3 khu vực: 
- Jänschwalde-Dorf
- Kolonie
- Jänschwalde East